# Cunnawarra grayi
Cunnawarra grayi är en spindelart som beskrevs av Davies 1998. Cunnawarra grayi ingår i släktet Cunnawarra och familjen Amphinectidae.
Artens utbredningsområde är New South Wales. Inga underarter finns listade i Catalogue of Life.